# Золотой Витязь (театральный форум)
Международный театральный форум «Золотой Витязь» — ежегодный театральный фестиваль в России.
Проводится с 2003 года, второй проект после одноимённого кинофорума, с 2010 года — в рамках Славянского форума искусств «Золотой Витязь».
Цель форума — укрепление традиций русского реалистического театра, классической театральной школы, расширение творческих связей.
Президент — народный артист России Николай Бурляев, Почётный председатель МТФ «Золотой Витязь» — народный артист России, председатель Союза театральных деятелей России В. Л. Машков. До своей кончины в 2024 году председателем форума был народный артист СССР Ю. М. Соломин — художественный руководитель Малого театра, на сцене которого проводились основные мероприятия фестиваля.
Начиная с первого форума проводится при поддержке Министерства культуры РФ и Союза театральных деятелей РФ.
Победителям в различных номинациях вручаются призы: статуэтки «Золотой Витязь», золотые дипломы, и дипломы.
Высшей почётной наградой форума является Золотая медаль им. Н. Д. Мордвинова «За выдающийся вклад в театральное искусство».

## Лауреаты
Спектакли и театры — лауреаты Гран-при «Золотой Витязь» в большой форме:
- 2003 — спектакль «Орисия» Театра Нешки Робевой «Нешанал арт» (Болгария )
- 2004
- 2005 — спектакль «Оскар и Розовая Дама» Санкт-Петербургского академического театра им. Ленсовета (Россия )
- 2006
- 2007 — спектакль «Фотофиниш» в постановке режиссёра Сергея Голомазова, Московский драматический театр имени М. Н. Ермоловой (Россия )
- 2011 — спектакль «Саня, Ваня, с ними Римас», Коми-пермяцкий национальный драматический театр им. М. Горького (Россия )
- 2012 — спектакль «Завороженное семейство» в постановке Б. Морозова, Белгородский академический драматический театр имени М. С. Щепкина (Россия )
- 2019 — спектакль «Анна Каренина» по роману Льва Толстого в постановке Владимира Кузнецова, Владимирский академический театр драмы (Россия )
- 2020 — спектакль «Пять вечеров» по пьесе А. Володина в постановке Павла Сафонова, Московский областной ТЮЗ (Россия )
- 2021 — спектакль «12» по пьесе Никиты Михалкова и братьев Пресняковых режиссёра-постановщика Никита Михалков, Центр театра и кино под руководством Никиты Михалкова (Россия )
- 2022 — спектакль «Война и мир» по роману Льва Толстого Театр имени Е. Б. Вахтангова (Россия )
- 2023 — спектакль «Идиот» по роману Фёдора Достоевского режиссеров Стево Жигона и Иваны Жигон в постановке коллектива минского Театра имени М. Горького (Сербия/Белоруссия /)
- 2024 — спектакли «Дядя Ваня»/«Три сестры»/«Вишнёвый сад» в постановке Андрея Кончаловского, Государственный академический театр имени Моссовета (Россия )

Золотая медаль имени Н. Д. Мордвинова «За выдающийся вклад в театральное искусство»:
- 2003 — Стево Жигон, сербский актер и режиссер
- 2004 — Инна Чурикова, Народная артистка СССР
- 2005 — Алиса Фрейндлих, народная артистка СССР; Ростислав Янковский, народный артист СССР
- 2006 — Юрий Соломин, народный артист СССР, художественный руководитель Малого театра
- 2007 — Наум Шопов, болгарский актёр и режиссёр, Народный артист НРБ; Владимир Андреев, актёр и режиссёр, президент Московского театра имени М. Н. Ермоловой
- 2008 — Ада Роговцева, Народная артистка СССР
- 2009 — Василий Лановой, народный артист СССР
- 2010 — Олег Табаков, народный артист России
- 2011 — Александр Калягин, народный артист РСФСР, председатель Союза театральных деятелей России
- 2012 -
- 2013 -
- 2014 — Вера Васильева, народная артистка СССР; Борис Морозов, народный артист России, главный режиссер Центрального Академического театра Российской Армии
- 2015
- 2016
- 2017 — Римас Туминас, художественный руководитель Театра имени Евгения Вахтангова
- 2018 — Сергей Афанасьев, Заслуженный деятель искусств РФ, художественный руководитель Новосибирского городского драматического театра
- 2019 — Василий Лановой, народный артист СССР
- 2020 — Василий Бочкарёв, народный артист России; Кирилл Крок, директор Театра им. Е. Вахтангова; Елена Богданович, режиссёр-хореограф
- 2021 — Сергей Безруков, народный артист России, художественный руководитель Московского губернского театра
- 2022 — Евгений Князев, народный артист России, профессор, ректор Театрального института имени Бориса Щукина
- 2023 — Станислав Любшин, Народный артист РСФСР; Михаил Голубович, Народный артист Украинской ССР и ЛНР, Заслуженный деятель искусств Российской Федерации (посмертно)
- 2024 — Александр Михайлов, народный артист РСФСР и Приднестровской Молдавской Республики

## Фестивали по годам

### 2003 — I
Проходил 6-17 ноября 2003 в Москве.
Конкурсные просмотры 28 спектаклей проходили в Театре содружества актеров на Таганке.
Участие приняли театральные коллективы из восьми стран России, Белоруссии, Украины, Сербии и Болгарии, Польши и Узбекистана.
Главной награды «Золотого витязя» удостоен болгарский Театр Нешки Робевой «Нешанал арт» за спектакль «Орисия» (Судьба).
«Серебряного витязя» получил актер Центрального академического театра кукол им. Образцова Андрей Денников за спектакль «Исповедь хулигана» по произведениям Сергея Есенина.
«Бронзовый витязь» был вручен театру им. Ермоловой за спектакль «Железная воля» по Николаю Лескову.
В номинации «Лучший режиссер» награду получил режиссер Сергей Арцибашев за постановку спектакля «Карамазовы» (Московский театр им. В. Маяковского).
Дипломы за лучшие женские роли — сербская актриса Ивана Жигон, российская актриса Екатерина Дурова, украинская актриса Раиса Недашковская и белорусская актриса Татьяна Мархель.
Дипломы за лучшую мужскую роль — белорусский актер Владимир Гостюхин и сербский актер Миленко Заблочанский.
Золотая медаль имени Н. Д. Мордвинова «За выдающийся вклад в театральное искусство» — сербский актер и режиссер Стево Жигон.
Источники

### 2004 — II
Проходил в Москве, основной площадкой фестиваля был Театр «Содружество актеров Таганки».
Конкурсная программа состояла из 30 спектаклей театров России, Украины, Белоруссии, Сербии, Болгарии.
В состав жюри вошли профессор Софийской Академии театра и кино имени К.Сарафова Маргарет Николов (Болгария), драматург Ивон Маркович (Сербия), народные артистки России Инна Чурикова и Вера Васильева, звезда польского кино Барбара Брыльска, заслуженный деятель искусств России, главный редактор журнала «Театральная жизнь» Олег Пивоваров.
Высшей награды форума — золотой медали им. Н. Д. Мордвинова «За выдающийся вклад в театральное искусство» — Инна Чурикова.
Источники

### 2005 — III
Проходил с 27 октября по 5 ноября в Минске.
Собрал 38 театральных коллективов и около 400 деятелей театра из России, Белоруссии, Украины и Сербии.
За 10 дней на 8 сценах состоялся показ 42 конкурсных и внеконкурсных спектаклей, которые посмотрели 12-14 тысяч человек зрителей.
По итогам форума специальных призов и дипломов, бронзовых, серебряных и золотых дипломов, а также высших наград-статуэток было вручено общим числом 37.
«Золотых Витязей» удостоены спектакли «Оскар и Розовая дама» Санкт-Петербургского академического театра им. Ленсовета и «Буратино.bу» Белорусского музыкального театра.
Золотой медали им. Н. Д. Мордвинова «За выдающийся вклад в театральное искусство» удостоены народная артистка СССР Алиса Фрейндлих и народный артист СССР Ростислав Янковский.
Источники

### 2006 — IV
С 20 октября по 6 ноября 2006 года в Москве.
Церемония открытия прошла 20 октября Малом театре, конкурсные просмотры велись на сценах Театра Российской армии и Московского театра русской драмы.
В конкурсной программе участвовало 35 спектаклей театров России, Украины, Белоруссии, Болгарии, Сербии, Боснии и Герцеговины, Эстонии.
Жюри оценивало спектакли по трем номинациям: «драма — большая форма» (жюри возглавит народная артистка СССР Ада Роговцева), «драма — малая форма» (председатель — народная артистка СССР Зинаида Кириенко), и «театр для детей» (председатель — Илья Бурляев).
Золотая медаль имени Н. Мордвинова «За выдающийся вклад в театральное искусство» вручена художественному руководителю Малого театра — народному артисту СССР Юрию Соломину.
Источники

### 2007 — V
Проходил 1-9 декабря в Москве.
Главными площадками стали театр «Содружество актеров Таганки», где проходили спектакли «больших форм» и Московский театр русской драмы «Камерная сцена», где шла «малая форма». Спектакли московских театров шли на их сценах. Председателем оргкомитета фестиваля выступил заместителя министра культуры РФ Павел Пожигайло.
Участвовали 22 театра, из Москвы, Иркутска, Новосибирска и Омска, из Санкт-Петербурга театр «Странник».
В жюот кроме Николая Бурляева вошли писатель Валентин Распутин, актрисы Маргарита Терехова, Ада Роговцева, Раиса Недашковская. 
- Приз «Серебряный витязь» — спектаклю «Фотофиниш» режиссёра Сергея Голомазова Московскшл драматического театра имени М. Н. Ермоловой
- Приз «Серебряный витязь» — спектаклю «Зеленая зона» Новосибирского городскошл драмтеатра
- Приз «Бронзовый Витязь» — «Деньги для Марии» режиссер Владимир Витько
- Приз за лучшую женскую роль — Людмила Максакова, за роль в спектакле П. Н. Фоменко «Как жаль».

Золотой медали имени Н. Д. Мордвинова «За вклад в театральное искусство» удостоены болгарский актёр Наум Шопов и актёр и режиссёр Владимир Андреев.
Источники

### 2008 — VI
Проходил 24 октября — 10 ноября в Москве.
Спектакли московских театров шли на собственных сценах, а спектакли из других городов на сцене Московского театра русской драмы «Камерная сцена».
На конкурс было представлено 45 спектаклей театров из России, Белоруссии, Украины, Сербии, Болгарии, Словении.
Золотая медаль имени Н. Д. Мордвинова «За выдающийся вклад в театральное искусство» вручена Народной артистке СССР Аде Роговцевой.
Источники

### 2009 — VII
С 23 октября по 2 ноября в Москве.
В конкурсной программе было 33 спектакля, которые шли на нескольких площадках Москвы, а один из спектаклей — «Ревизор» в постановке Театра им. Ленсовета — жюри ездило смотреть в Санкт-Петербург.
Работы в номинации «Театр-большая форма» оценивало жюри под председательством Николая Бурляева, а в номинация «Театр — Малая форма» под председательством Валерия Ганичева.
Главный приз фестиваля — «Золотой Витязь» — за спектакль «Последний срок» принимал автор одноименной повести, известный писатель Валентин Григорьевич Распутин.
Лауреатом золотой медали имени Н. Д. Мордвинова «За выдающийся вклад в театральное искусство» стал народный артист СССР Василий Лановой.
В торжественной церемонии закрытия фестиваля принял участие министр культуры РФ Александр Алексеевич Авдеев.
Источники

### 2010 — VIII
С 22 октября по 1 ноября 2010 года в Москве.
В конкурсную программу вошло 25 спектаклей театры из Нижнего Новгорода, Мичуринска, Омска, Перми, Элисты, Тобольска, а также Белоруссии, Болгарии, Сербии и Украины.
Работы в номинации «Театр-большая форма» оценивало жюри под председательством Элины Быстрицкой, а в номинация «Театр — Малая форма» под председательством Василия Ливанова. В жюри также вошли главный редактор журнала «Театральная жизнь» Олег Пивоваров, ведущий телеканала «Столица» Александр Мягченков, театральный критик и руководитель курса на театроведческом факультете ГИТИСа Нина Шалимова, актёр и протодиакон Леонид Каюров.
«Золотого витязя» получил спектакль «Женитьба» режиссера Сергея Федотова пермского театра «У Моста» (малая форма).
Также дипломами разной степени — золотыми, серебряными, бронзовыми — было награждено 9 спектаклей большой формы и 5 — малой.
Золотая медаль им. Н. Д. Мордвинова «За выдающийся вклад в развитие театра» вручена народному артисту России Олегу Табакову.
Источники

### 2011 — IX
Проходил в Москве.
Основной площадкой для показа работ участников в этом году станет «Театр на Таганке», кроме того, выступления пройдут на сцене Театра им. Моссовета, МХАТ им. Горького, Театра русской драмы «Камерная сцена».
В номинации «Театр — Большая форма» приз «Золотой Витязь» получил Коми-Пермяцкий драматический театр им. М. Горького за спектакль «Саня, Ваня, с ними Римас».
В номинации «Камерный спектакль и монодрама» «Золотой Витязь» достался Сергею Безрукову за спектакль «Хулиган. Исповедь».
Золотая медали им. Н. Д. Мордвинова «За выдающийся вклад в театральное искусство» — Александр Калягин, режиссер и художественный руководитель театра Et Cetera.
Источники

### 2012 — X
Проходил с 29 ноября по 1 декабря 2012 года в Москве.
Приз «Золотой витязь» достался Белгородскому драматическому театру за спектакль «Завороженное семейство» в постановке Б. Морозова, «Золотой диплом» — В. Старикову за главную роль нём.
Омский музыкальный театр взял сразу две награды: «Серебряный диплом» получила постановка героического балета «Карбышев», диплом «Дебют» — хореограф-постановщик и автор либретто, молодая балетмейстер из Москвы Надежда Китаева.
«Золотой диплом» получилил спектакль «Про мою маму и про меня» режиссёра Ирины Зубжицкой получил Ивановский драматический театр.

### 2013 — XI.
Проходил с 15 ноября по 4 декабря 2013 года  в Москве.
Приняло участие тридцать театров из России, Сербии, Руминии, Грузии, Болгарии.

Главную награду «Золотой Витязь» получил  спектакль "Холстомер, история лошади" театр Грибоедова (Тбилиси.Грузия) Режиссер Автандил Варсимашвили. 

### 2014 — XII
Проходил с 24 ноября по 4 декабря в Москве.
приняло участие тридцать театров из России, Сербии, Республики Сербской, Болгарии.
Главную награду «Золотой Витязь» получил пермский театр «У моста» за постановку «На дне» (реж. Сергей Федотов).
Золотой медали им. Н. Д. Мордвинова «За выдающийся вклад в театральное искусство» удостоены народная артистка СССР В. К. Васильева и народный артист России, заслуженный деятель искусств РФ, главный режиссер Центрального Академического театра Российской Армии Б. А. Морозов.
Источники

### 2015 — XIII
Председатель жюри Константин Александрович Щербаков — театровед, заместитель председателя Конфедерации Союза кинематографистов стран СНГ.

### 2016 — ХIV
В Москве, был показаны спектакли из 11 регионов России.

### 2017 — ХV
Проходил с 20 ноября по 5 декабря 2017 года в Москве.
В конкурсе участвовали 21 спектакль театров из России, Украины, Сербии, Белоруссии.
В жюри фестиваля вошли литературный и театральный критик Капитолина Кокшенёва, актер Владимир Гостюхин, главный редактор журнала «Театральная жизнь» Олег Пивоваров, польская актриса Малгожата Потоцка, сербский драматург Йован Маркович, художественный руководитель Луганского украинского музыкально-драматического театра Михаил Голубович и замдиректора Болгарского культурного института Буряна Ангелакиева.
Золотая медаль имени Н. Д. Мордвинова «За выдающийся вклад в театральное искусство» в этом году присуждена художественному руководителю Театра имени Евгения Вахтангова Римасу Туминасу.
Источники

### 2018 — ХVI
Проходил с 29 ноября по 10 декабря 2018 года в Москве.
На конкурс было отобрано 18 театральных работ из России, Армении, Казахстана, Сербии, Румынии, ЛНР.
Золотая медалямь им. Н. Д. Мордвинова «За выдающийся вклад в театральное искусство» — Сергею Афанасьеву, художественному руководителю Новосибирского городского драматического театра.
Источники

### 2019 — XVII
Проходил с 23 по 29 ноября 2019 года в Москве.
Главный приз — Владимирский академический театр драмы за спектакль «Анна Каренина» по роману Льва Толстого в постановке Владимира Кузнецова.
Серебряный Витязь — спектаклю Театра им. Вахтангова «Горячее сердце», режиссер Александр Коручеков.
Золотой диплом за лучшую мужскую роль — Сергею Маковецкому за роль Хлынова в спектакле «Горячее сердце».
Золотая медаль им. Н. Д. Мордвинова «За выдающийся вклад в театральное искусство» — Василий Лановой.

### 2020  — XVIII
Проходил с 14 октября по 29 ноября 2020 года в Москве.
Несмотря на пандемию мероприятия фестиваля посетили более 2 тыс. человек, из 26 заявленных спектаклей зрители смогли увидеть 22, ещё три спектакля были показаны на экране учебного театра ГИТИСа.
Гран-при «Золотой Витязь» в большой форме — режиссёр-постановщик спектакля «Пять вечеров» по пьесе А. Володина Павел Сафонов (Московский областной ТЮЗ), автор музыки к спектаклю Фаустуса Латенаса получил Специальный диплом жюри (посмертно).
Гран-при «Золотой Витязь» в малой форме — спектакль-кинофильм «Тополя» по пьесе А. Вампилова (Московский театр «Мастерская Петра Фоменко»).
Приз «Серебряный Витязь» в большой форме наградили Гульнару Галавинскую за спектакль «Отцы и дети» по Тургеневу (Московский Театр на Перовской).
Приз «Серебряный Витязь» в малой форме получил Петр Орлов за спектакль «Идиот» по Достоевскому (Владимирский областной театр драмы).
Золотыми медалями им. Н. Д. Мордвинова «За выдающийся вклад в театральное искусство» награждены актёр театра и кино, народный артист России Василий Бочкарёв; директор Государственного академического театра им. Е. Вахтангова, заслуженный работник культуры РФ Кирилл Крок; режиссёр-хореограф Елена Богданович.
Источники

### 2021 — XIX
С 11 октября по 28 ноября 2021 года в Москве.
Всего был показан 21 спектакль театров из Москвы, Владивостока, Владимира, Иваново, Калуги, Магадана, Севастополя, Тюмени, Минска (Белоруссия), Белграда (Сербия) и Нур-Султана (Казахстан).
Гран-при «Золотой Витязь» в большой форме — спектаклю «12» по пьесе Никиты Михалкова, режиссёр-постановщик Никита Михалков, Центр театра и кино под руководством Никиты Михалкова
Золотая медаль им. Н. Д. Мордвинова «За выдающийся вклад в театральное искусство» — народному артисту России, худруку Московского губернского театра Сергею Безрукову.
Источники

### 2022 — XX
Проходил с 18 октября по 26 ноября в Москве и гастролируя со спектаклями по всей России, финальная часть прошла на сцене сцене Малого театра.
По итогам форума призами «Золотой витязь» были награждены за спектакль «Война и мир» Театр имени Е. Б. Вахтангова и за кукольный спектакль «Сказка о рыбаке и рыбке» Тверской театр кукол.
Золотая медаль им. Н. Д. Мордвинова «За выдающийся вклад в театральное искусство» — народный артист России, ректор Театрального института имени Бориса Щукина Евгений Князев.
Источники

### 2023 — XXI
Проходил с 3 по 26 ноября 2023 года в Москве.
Всего было показано конкурсных 18 спектаклей, которые оценивало жюри под председательством Василия Бочкарёва.
Главным призом форума «Золотой Витязь» награждён белорусско-сербский спектакль спектакль по роману «Идиот» Фёдора Достоевского в постановке коллектива минского Театра имени М. Горького, режиссеры-постановщики — Стево Жигон, Ивана Жигон (Сербия).
Приз «Золотой Витязь» вручен режиссеру-постановщику Александру Реде, народному артисту ЛНР, за спектакль «Спасти камер-юнкера Пушкина» (История одного несостоявшегося подвига) по Михаилу Хейфецу в постановке Луганского украинского музыкально-драматического театра «На Оборонной».
Золотая медаль имени Н. Д. Мордвинова «За выдающийся вклад в театральное искусство» вручена Народному артисту РСФСР Станиславу Любшину и Народному артисту Украинской ССР и ЛНР, Заслуженному деятелю искусств Российской Федерации Михаилу Голубовичу (посмертно).
Источники